# Paduraksa

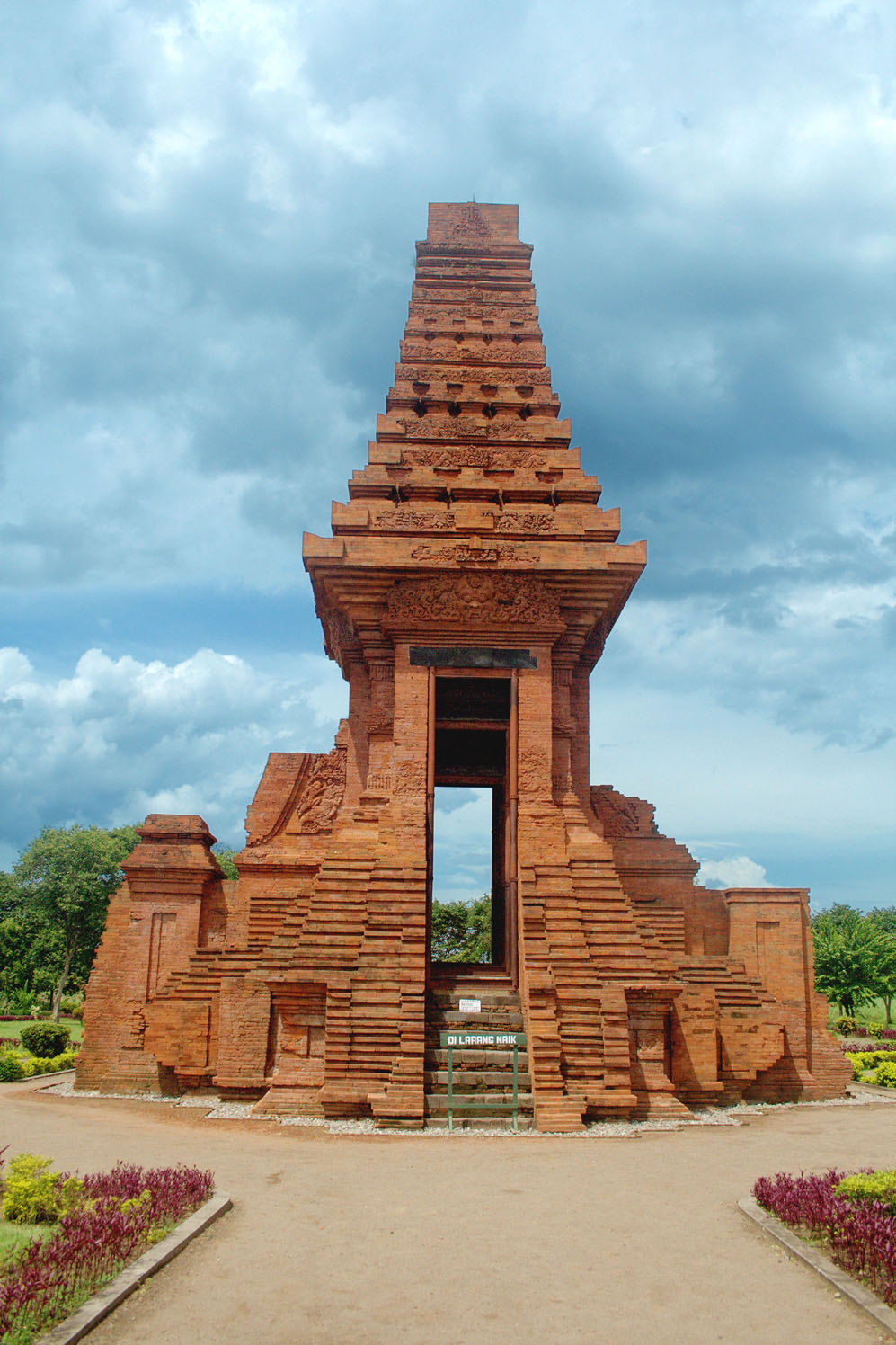
, um paduraksa do século XIV em Trowulan

Paduraksa, também conhecido como kori, é um tipo de portal coberto com um teto imponente que pode ser encontrado na ilha de Java e Bali, na Indonésia. Esta característica arquitetônica é comum em edifícios do período clássico hindu-budista da Indonésia. O paduraksa marca o limiar para o espaço mais sagrado (o santuário interno) dentro de um complexo religioso, um cemitério ou um palácio. Na arquitetura balinesa, uma paduraksa imponente e elaboradamente decorada é frequentemente tida como a estrutura mais importante do templo.

## Forma
Um paduraksa é basicamente um portal na forma de um candi. A estrutura consiste em três partes: a base, onde está localizado um lance de degraus; o corpo onde a abertura de entrada está localizada; e a coroa, com seu perfil escalonado característico de um candi. A abertura de entrada é por vezes equipada com uma porta de madeira finamente esculpida.
Um dos portões sobreviventes mais antigos de paduraksa é o Bajang Ratu em Trowulan, um portão de paduraksa Majapait de tijolo vermelho que data de meados do século XIV. O portão de Bajang Ratu é adornado com baixos-relevos que retratam a história de Sri Tanjung e do 
Ramáiana.
O kori principal que marca o limiar para o santuário interno do santuário principal é conhecido como o
kori agung ("grande kori"). Um paduraksa no complexo de cemitérios islâmicos de Sendang Duwur contém uma construção misteriosa semelhante a uma asa, que se pensa representar as asas de meru; podendo estar associado ao pássaro celeste garuda.

## Origem
O paduraksa é uma adaptação indonésia do gopuram indiano clássico. A forma inicial de um portal coberto pode ser encontrada em um par de complexos de templos dos séculos VIII e IX em Java Central: Prambanan, Plaosan e Ratu Boko. Posteriormente, esses portais assumiram uma forma mais delgada. Relevos mostrando um candi bentar e paduraksa foram descobertos em Candi Jago, um templo do século XIII em Java Oriental.